# Дукла (хоккейный клуб, Тренчин)
Хокке́йный клуб «Дукла» Тренчин (Dukla Trenčín) — профессиональный хоккейный клуб, представляющий словацкий город Тренчин. Выступает в Словацкой экстралиге. Домашняя арена — Зимний Стадион — вмещает 6 150 зрителей.

## История
Клуб основан в 1962 году в качестве хоккейного клуба армии. Первое время клуб выступал в различных региональных лигах Словакии, прежде чем в 1976 году квалифицировался для участия в чемпионате Чехословакии, где и выступал до 1993 года (за исключением сезона 1982—83). С 1993 года клуб выступает в Словацкой экстралиге. "Дукла" — Чемпион Чехословакии, а также 4-кратный Чемпион Словакии.

## Достижения
- Чемпион Чехословакии 1992.
- Чемпион Словакии 1993, 1994, 1997, 2004.

## Известные игроки
- Здено Хара
- Здено Цигер
- Павол Демитра
- Мариан Габорик
- Иван Глинка
- Мариан Хосса
- Марцел Хосса
- Томаш Копецки
- Рихард Линтнер
- Андрей Месарош
- Бранислав Мезей
- Жигмунд Палффи
- Роберт Петровицки
- Бранко Радивоевич
- Владимир Ружичка
- Томаш Староста
- Мирослав Шатан
- Роберт Швехла
- Ян Пардавы